# Modepark Röther
Modepark Röther ist ein deutscher mittelständischer Modefilialist mit insgesamt 54 Filialen in zwölf deutschen Bundesländern und in Österreich (Stand März 2025). Sitz des familiengeführten Konzerns Röther Beteiligungs GmbH ist das baden-württembergische Michelfeld. Zum Konzern gehören mehrere 2023 von Ahlers übernommene Modelabels.

## Geschichte
Das Unternehmen wurde 1972 von Martin und Margit Röther als Jeansladen in der Innenstadt von Schwäbisch Hall gegründet. Im Jahre 1996 erfolgte der Umzug in das Gewerbegebiet von Michelfeld unter dem Namen Modepark Röther. Weitere Standorte kamen im Jahr 2000 in Aalen sowie 2002 in Heilbronn dazu. In den folgenden Jahren expandierte das Unternehmen weiter. Im Dezember 2015 expandierte Modepark Röther nach Österreich und eröffnete einen Modepark in Salzburg. Zu diesem Zweck wurde eine separate österreichische Unternehmensgruppe gegründet. Im November 2016 folgte eine Filiale in Wiener Neustadt.

Die Augsburger Filiale vor den Toren der Jakobervorstadt

In Idar-Oberstein eröffnete das Unternehmen 2019 einen neuen Modepark, für den ein ehemaliges Hertie-Kaufhaus umgebaut wurde. Ferner haben im Dezember 2016 die Abrissarbeiten am vormaligen Kaufhof in Völklingen begonnen. Dort wurde ein Einkaufszentrum mit Modepark-Röther-Filiale errichtet, für das das Unternehmen 2015 den Zuschlag erhielt. Die Filiale wurde im August 2022 eröffnet.
Im Sommer 2023 übernahm Röther von der insolventen Ahlers AG die Modemarken Pierre Cardin, Baldessarini, Otto Kern, Pioneer Jeans und Pionier Workwear und bündelte sie unter einer neuen Holding namens R.Brand Group. Anfang September stellte Röther sein Ende 2016 gestartetes und unbedeutendes E-Commerce-Geschäft vollständig ein. Stattdessen werden für den Online-Vertrieb diverse etablierte Plattformen genutzt.
Im Juli 2024 übernahm Röther die Adler Modemärkte von der Zeitfracht-Gruppe.

## Röther-Konzern
Die Röther Beteiligungs GmbH ist das Mutterunternehmen des Röther-Konzerns mit verschiedenen Tochtergesellschaften in Deutschland. Neben der Holdingfunktion übernimmt die Muttergesellschaft zentrale Dienstleistungen wie Rechnungswesen, Personalwesen und IT-Abteilung. Thomas Röther ist geschäftsführender Gesellschafter. Bis zu seinem Tod im Juli 2024 war Michael Röther Mitgesellschafter.
Mit allen Tochtergesellschaften bestehen Beherrschungs- und Gewinnabführungsverträge.
Für das Engagement in Österreich wurde eine eigene Unternehmensgruppe gegründet (Modepark Röther GmbH & Co. KG sowie Modepark Röther Verwaltungs GmbH, jeweils mit Sitz in Salzburg). Ferner bestehen Geschäftsbeziehungen zu weiteren Unternehmen der Familie Röther, die nicht zum Konzern gehören.